# 本山清治
本山 清治（Seiji Motoyama、セイジ・モトヤマ、もとやま せいじ 1967年 - ）は、アメリカ合衆国・ニューヨーク州出身の作曲家、編曲家、ストリングス・アレンジ、音楽プロデューサー、リミキサー、サウンドクリエイター、音楽家、作詞家（特に英詞および日本語歌詞の英訳詞。自身の手がける楽曲では自作詞の上で英語で歌やラップを披露する事がある）、ミキシング・エンジニア。日系3世アメリカ人。母語は英語。飛び級経験者。ソニー・ミュージックパブリッシング所属。
1987年からNYで行われる数々のレコーディングのプロデュース・エンジニア・プログラミング・ミキシング・リミックス、作曲・編曲で活動を始め、1996年にセルフプロデュースのユニットBluesette（ブルーゼット）でファンハウス/Rhythm Suite（現・BMG JAPAN）よりアルバム/マキシシングルでNY在住のまま、日本のアーティストとして、日本でCDデビュー。1998年より本格的な日本での音楽活動を開始。現在に至る。

## 来歴・人物
1967年、ニューヨーク州ロングアイランドに生まれる。幼少の頃よりブラックミュージックに囲まれて育つ。
1982年、15歳で他大学からオハイオ州のオベリン大学およびOberlin Conservatory of Music大学の2年に編入学。作曲学、編曲学、コンピュータミュージック学を専攻。
1986年、初来日。関西外国語大学に半年間留学。
1987年、ニューヨーク市・マンハッタン区・ハーレムに移住、カーディガンズ, テディー・ライリー, Color Me Badd, アリーヤ, マキシ・プリースト, SWV等と仕事を行う。
1996年、セルフプロデュースのユニットBluesette（ブルーゼット）でファンハウス/Rhythm Suite（現・BMG JAPAN）よりアルバムとマキシシングルで日本でもアーティストとしてデビュー。
1998年、東京へ移住。本格的な日本での音楽活動を開始。
趣味：テニス、サイクリング、日本語とフランス語の勉強
好きな作家：ポール・オースター、好きな監督：ウディ・アレン

## 主な参加楽曲

### 日本国内のアーティスト
- Bluesette（ブルーゼット）
  - 1st マキシシングル 『Only You』（プロデュース・作曲・編曲・演奏・プログラミング）
  - 1st アルバム 『Bluesette』（プロデュース・作曲・編曲・作詞・演奏・プログラミング・歌・ラップ）
  - 2nd マキシシングル 『Make You Mine』（プロデュース・作曲・編曲・作詞・演奏・プログラミング）
- 『太陽にほえろ!復活記念リミックス集 BARK AT THE SUN!』（日本テレビ）
  - 「追跡のテーマ」（Remix）
- 福原美穂
  - 「Cry No More」（作詞(英詞)）
    - 映画「沈まぬ太陽」エンディングテーマ
- Lead
  - 18th Single『HURRICANE』（編曲）
  - 「CAN'T STOP」（作詞・編曲）
    - 2011年5月11日にレコチョク限定で配信リリースされた楽曲。

  - 「24HRS」（作詞・編曲）
    - 2011年3月9日にレコチョク限定で配信リリースされた楽曲。

  - 「walk」（編曲）
  - 「High テンション DAY」（作曲・編曲）
  - 「Stay with me / AKIRA」（作曲・編曲）
  - 「You're the only one / KEITA」（作曲・編曲）
  - 「君 〜さくら〜 / HIROKI」（編曲）
  - 15th Single『Sunnyday』（作曲・編曲）
    - テレビ東京系アニメ「BLUE DRAGON -天界の七竜-」エンディングテーマ

  - 14th Single『STAND UP!』（作曲・編曲）
    - テレビ東京系列「家庭教師ヒットマンREBORN!」エンディングテーマ

  - 13th Single『海』（編曲）
    - 日本テレビ系「いただきマッスル!」7月エンディングテーマ

  - 「空の彼方へ」（編曲）
    - 映画「キャプテン」主題歌

  - 「GET DIZZY」（作曲／編曲）
  - 「ONE」（編曲）
- CHEMISTRY
  - 「Crossing」（作曲・編曲・ストリングス編曲・エンジニア）
    - TOYOTA「プレミオ」・「アリオン」イメージソング
- 大国男児
  - 「わすれない」（作曲／編曲）
- EARTH
  - 「Your song（Remix）」（編曲）
- 宇多田ヒカル
  - 「Movin' on without you」（エンジニア）
- ゴスペラーズ
  - 「熱帯夜」（Remix）
  - アルバム『Soul Serenade』（エンジニア）
  - アルバム『FIVE KEYS』（エンジニア）
  - 「星降る夜のシンフォニー」（作曲）
- SING LIKE TALKING
  - 「嵐の中」（Remix）
  - 「風に抱かれて (Jazzy Smoove Mix)」（Remix）
- Skoop On Somebody
  - 「翼をください」（ミックス）
- Sowelu
  - 「Do You Remember That」（Remix／ミックス）
  - 「パールカラーにゆれて」（ミックス）
- 太陽とシスコムーン
  - 「月と太陽」（Remix）
- 仲間由紀恵
  - 『Birthday』（編曲）
  - 「I Feel You」（編曲）
- SHY
  - 「頬」（編曲・エンジニア・ミックス）
- 野田麗子
  - 『Blue Net』｛プロデュース・作曲・編曲・エンジニア・ミックス）
- LUVandSOUL
  - 「愛を想い出に」（編曲）
- SILVA
  - 「Color」（エンジニア）
- 嶋野百恵
  - 「Blue Net」（Remix）
- 露崎春女
  - 「Wish」(Christmas Gift)（Remix・ミックス）
- hiro:n
  - 「SWEET」（編曲）
- Aile
  - 『My Angel/Mellow』（プロデュース・作曲・編曲・エンジニア・ミックス）
- meg
  - 「Where I Want To Be」（作詞）
- 織田かおり
  - 「Power in me」（作曲・編曲）
- B-LAND
  - 『One and Only Love』（プロデュース・作曲・編曲・エンジニア・ミックス）
- Querer
  - 『Precious Days/Someday』（プロデュース・作曲・編曲・ミックス）
- ソウル・ボッサ・トリオ
  - 『Rad 2000』（エンジニア／ミックス）
- Tyler
  - 「Baby Baby」（Co-プロデュース・編曲・ミックス）
  - 「Close To You」（Co-プロデュース・編曲）
  - 「余韻」（プロデュース・作曲・編曲・ミックス）
- Vlidge
  - 「Serendipity」（英詞(合作)）
- 渡辺麻友
  - 「ヒカルものたち」（英詞）
- LiSA
  - 「crossing field -English ver.-」（訳詞）
- 佐々木恵梨
  - 「GATE OF STEINER」（英詞(合作)）
- 乃木坂46
  - 「欲望のリインカーネーション」（英詞）
- 欅坂46
  - 「大人は信じてくれない」（英詞）
- 倉木麻衣
  - 「MY VICTORY」（作曲(合作)・編曲）
  - 「I Like It Remix」（Remix）
  - 「It's never over」（作曲・編曲）

### 日本以外のアーティスト
- ニック・カーター　from バックストリート・ボーイズ
  - 「ジュエル・イン・アワ・ハーツ」（英語訳詞(槇原敬之作詞による書き下ろし楽曲)）
- エリック・マーティン　from MR.BIG
  - 『Mr. Vocalist』
    - 「Precious」（英語訳詞）

  - 『Mr. Vocalist X'mas』
    - 「いつかのメリークリスマス」（英語訳詞）
    - 「クリスマスキャロルの頃には」（英語訳詞）
    - 「白い恋人達」（英語訳詞）
    - 「サイレント・イヴ」（英語訳詞）

  - 『Mr. Vocalist 3』
    - 「First Love」（英語訳詞）
    - 「また君に恋してる」（英語訳詞）
    - 「会いたい」（英語訳詞）
    - 「涙そうそう」（英語訳詞）

  - 『MR.VOCALIST BEST』
    - 「川の流れのように」（英語訳詞）
- デビー・ギブソン
  - 『MS.VOCALIST』
    - 「ロビンソン」（英語訳詞）
- EAST WEST BOYS
  - 「Encore」（Vocal エンジニア・ミックス）
- カーディガンズ
  - 『Love Me Fool Me(Todd Terry remix)』（エンジニア・ミックス）
- GUY/テディー・ライリー
  - 『You Can Call Me Crazy』（エンジニア）
- アリーヤ
  - 『Got To Give It Up(Todd Terry remix)』（ミックス）
- Color Me Badd
  - 「Groove My Mind (remix)」（エンジニア・ミックス）
- マキシ・プリースト/織田裕二
  - 「Love Somebody (English Version)」（エンジニア）
- SWV
  - 『Black Puddin'』（エンジニア）
  - 『New Beginning』（エンジニア）
- Intro
  - 『Come Inside』（エンジニア）
- PM Dawn
  - 「Ways of the Wind (remix)」（エンジニア）
- LL・クール・J
  - 『New Album (1994)』（エンジニア）
- Keith Sweat
  - 『I'll Give All My Love to You』（エンジニア）
- Safire
  - 『Deeper』（エンジニア）
- Ru Paul
  - 『House of love』（エンジニア・ミックス）
- Al B Sure
  - 『If I'm Not Your Lover』（エンジニア）
- Run-D.M.C.
  - 『Tougher Than Leather』（エンジニア）
- Slick Rick
  - 『The Great Adventure of Slick Rick』（エンジニア・プログラミング）
- Real Roxanne
  - 『Sister』（ミックス／プログラミング）
- Innocence
  - 『Runaround』（エンジニア）
- ラリー・コリエル/ピーボ・ブライソン
  - 『Tonight is the Night』（エンジニア・ミックス・プログラミング）
- マイケル・ジャクソン
  - 『Earth Song Remix』)』（エンジニア・ミックス）
- シンディ・ローパー
  - 『Come On Home/Girls Wanna Remix』)』（エンジニア・ミックス）
- The Lox
  - 『Money,Power,Respect』（ミックス）
- ケニー・G
  - 『Havana(Tony Moran remix)』（エンジニア）
- Dai Bass
  - 『Reach Out of the Darkness』（プロデュース・編曲）
- Kci & Jojo
  - 『Love Always』（ミックス）
- One For the Treble
  - 『Bop City』（プロデュース・作曲・編曲）
- Professor X
  - 『Year of the Wreck』（エンジニア・ミックス）
- CUNY TV New YorkテレビCMソング
  - 「Make It Happen」（作曲・編曲）
- A&E Network, New Yorkテレビ番組「Gangbusters」
  - サウンドトラック（作曲・編曲）
- Malaika
  - 『Don't You Know』（キーボード・プログラミング）
- Clubland
  - 『Come Rain, Come ShineRemix』（エンジニア・ミックス）
- ジョニー・ギル
  - 『So Gentle』（ミックス）
- Stevie Richie
  - 『Come on! Come on! Come on!』（英詞・エンジニア・ミックス）
  - 『1 inch』（英詞・エンジニア・ミックス）